# Kassiten

Babylonien unter den Kassiten

Die Kassiten (akkadisch kaššū) waren ein Volk im alten Mesopotamien. Nach dem hethitischen Überfall auf Babylon 1595 (oder 1531) v. Chr. erlangten sie um 1475 v. Chr. die Herrschaft in Babylonien, das sie bis zur Eroberung durch die Elamiter im Jahr 1155 v. Chr., also für einen Zeitraum von über 300 Jahren, beherrschten. Nach der Babylonischen Königsliste A herrschten sie 576 Jahre. Ihre Macht in Babylonien dauerte demnach länger als die jeder anderen Dynastie.

## Ursprung
Die Heimat der Kassiten wird meist im Zagros-Gebirge gesucht. So siedelt sie Wilhelm Eilers im nördlichen Luristan an und will den Kasgan-Rud, einen Nebenfluss des Saimarre als „Kassitenfluss“ deuten. W. Sommerfeld nimmt ebenfalls eine Herkunft im Zagros an. Levine vermutet die Kassiten am östlichen Ufer des kleinen Zab. Julian Reade lokalisiert Namri (Namar), das Land der Kassiten (mat kaššî), dagegen westlich von Kermanschah. Archäologische oder epigraphische Belege fehlen; allerdings waren in neu-assyrischer Zeit kaššū im Zagros ansässig.
Der kassitische Stamm der Khabira siedelte wohl in der babylonischen Ebene, andere Stämme in den Bergen nordwestlich von Elam und auch südlich von Holwan, als sie 702 v. Chr. von Sanherib angegriffen wurden.
Der älteste schriftliche Nachweis von Kassiten stammt aus der Schicht VII in Alalach. Ein Brief, vielleicht aus der Zeit des altbabylonischen Königs Šamšu-iluna, wird ebenfalls als Beleg für die Anwesenheiten von Kassiten genutzt, da er die „Häuser des Agum“, eines bukašum, erwähnt, wo die Abgesandten des Königs von Halaba, vielleicht Aleppo, erfolglos eine Eskorte erbaten. Agum ist der Name mehrerer kassitischer Herrscher, und die Kassiten waren in Häusern organisiert. Seit der Zeit von Samsu-iluma werden kaššū in Texten aus Sippar, Dilbat und Jahrurum-šaplūm erwähnt. Ein Jahresname des Abi-ēšuḫ erwähnt, vielleicht in seinem dritten Regierungsjahr, eine Schlacht gegen ein kassitisches Heer (ERIN2Ka-aš-šu-u2).

## Geschichte
Die Kassiten werden zum ersten Mal im 9. Regierungsjahr des Šamšu-iluna (1. Dynastie von Babylon, 1741 v. Chr. nach der mittleren Chronologie) als Landarbeiter in Sippar erwähnt. Sie lebten dort in eigenen Stadtvierteln und waren nach patriarchalischen „Häusern“ organisiert. Nach Brinkman sind Kassiten gegen Ende der altbabylonischen Epoche auch am mittleren Euphrat, in Ḫana, Terqa und Alalach belegt. Die Anwesenheit in Terqa und Hana stützt sich allerdings allein auf den Namen des Herrschers Kaštiliašu, den andere für einen Amurriter halten. Eine weitere Erwähnung von Kassiten findet sich in Nuzi.
Vermutlich kam es sowohl zu einem sozialen Aufstieg der Migranten – drei Generationen später werden Kassiten als Verwaltungsbeamte erwähnt und sie hatten das Recht, Land zu erwerben – als auch zur Zuwanderung einer aristokratischen Oberschicht und deren Gefolge. Die Kassiten zeichneten sich nun besonders durch Kenntnisse der Pferdezucht und des Wagenbaus aus. Agum wurde der erste kassitische König von Babylon. Die königliche Dynastie führte ihre Abstammung auf den Kriegsgott Šuqamuna zurück. Kulturell passten sie sich schnell an die Kultur Babyloniens an, die Könige trugen aber weiterhin kassitische Namen.
In kassitischer Zeit gehörte ein beträchtlicher Teil des Landes dem König sowie den Tempeln. Land konnte jedoch an Einzelpersonen verschenkt werden, das oft durch einen kudurru, eine in Stein gemeißelte Besitzurkunde bezeugt wurde. Auch Abgaben an oder Arbeitsleistungen für die Krone konnten auf Dauer erlassen werden. Es wird angenommen, dass solche Schenkungen erblich waren. Im Laufe der Zeit müssen die kassitischen Könige durch diese Schenkungen beträchtliche Ländereien und Steuereinnahmen eingebüßt haben.
Die Tempel besaßen eine eigenständige Organisation der Arbeitskräfte, hatten aber Steuern an den König abzuführen. Die Bewässerung unterstand königlicher Kontrolle, Briefe der Stadtfürsten an den König unterrichten ihn von Problemen. Städte wurden durch einen GÚ.EN.NA verwaltet, Dörfer durch einen ḫazannu.
Überliefert ist ein persönliches Treffen eines kassitischen Königs, vielleicht Karaindasch, mit dem ägyptischen Pharao Thutmosis III. am Euphrat. Auch wurden kassitische Prinzessinnen an den ägyptischen Hof entsandt. Als Gegenleistung floss Gold.

## Sprache
Es ist kein einziger kassitischer Text überliefert. Die Sprache ist nur aus Personennamen und einigen Appellativen aus lexikalischen Listen bekannt, vor allem einer Liste kassitischer Namen mit ihren akkadischen Entsprechungen und einigen technischen Begriffen. Außerdem fanden einige Götter Eingang in das babylonische Pantheon. Der Grund, warum so wenig von der kassitischen Sprache überdauerte, liegt darin, dass die Verwaltungssprache der Zeit Akkadisch war.
Das Kassitische war eine agglutinierende Sprache. Entgegen alten Hypothesen ist das Kassitische also keine indogermanische Sprache. Die Theorie Georg Hüsings, das Kassitische sei mit dem Elamischen verwandt, lässt sich heute nicht mehr halten. Nach heutigem Kenntnisstand muss das Kassitische als isolierte Sprache gelten.
Einige hundert kassitische Wörter fanden Eingang in die akkadische Sprache. Mehr als zehn Prozent davon sind Götternamen.

## Religion
Wichtigste Götter waren Šumalija und der Kriegsgott Šuqamuna, denen Kuri-galzu I. in Babylon einen gewaltigen Tempel weihte. Šuqamuna galt nach einer Inschrift des Agum II. Kakrime als Ahnherr des kassitischen Königshauses.

## Kultur
Der Beitrag der Kassiten zu der babylonischen Kultur wird immer noch diskutiert.

## Nachleben
Es gab immer wieder Versuche, die kaššū mit Stämmen aus klassischen Quellen zu identifizieren. Friedrich Delitzsch schlug als erster die Gleichsetzung der Koσσαῖoι (Kossaioi), Kossäer, nach Strabon (Geographie, 11.13.6) die Nachbarn der Meder, mit den Kassiten vor. Nach Polybios (Hist. 5.44.7) lebten sie in den Tälern des Zagros. Carl Friedrich Lehmann-Haupt (1898, 212) betont: „Es ist dies nur ein einzelner Fall der allgemeinen Erscheinung, dass ein schriftlich neu zu fixirender Fremdname einem anklingenden bekannten Fremdnamen einfach gleichgesetzt wird.“ Theodor Nöldeke und Jules Oppert glaubten dagegen, dass die Kassiten die Kissianer der griechischen Autoren wie Aischylos und Herodot waren, die in der Susania siedelten. Auch Brinton wollte Herodots Kissia und die Kossäer mit den Kassiten in Verbindung bringen.
Hugo Winckler und Georg Hüsing wollten die Kassiten mit den Elamitern und Medern identifizieren, eine These, die linguistisch nicht zu halten ist.